# Billy Boyd
Billy Boyd, škotski igralec in glasbenik, * 28. avgust 1968, Glasgow.
Boyd je najbolj znan po vlogi Peregrina Tuka v filmski trilogiji Gospodar prstanov. Za ta film je tudi napisal in zapel pesem Edge of Night.

## Zasebno življenje
Boyd se je rodil v Glasgowu na Škotskem. Preden je postal igralec, je sedem let delal kot knjigovez. Je navdušen surfer, med snemanjem Gospodarja prstanov na Novi Zelandiji je v prostem času veliko surfal.
Z ženo Ali McKinnon živita v Glasgowu in imata enega otroka, Jacka Williama Boyda.